# 上沃季亞涅

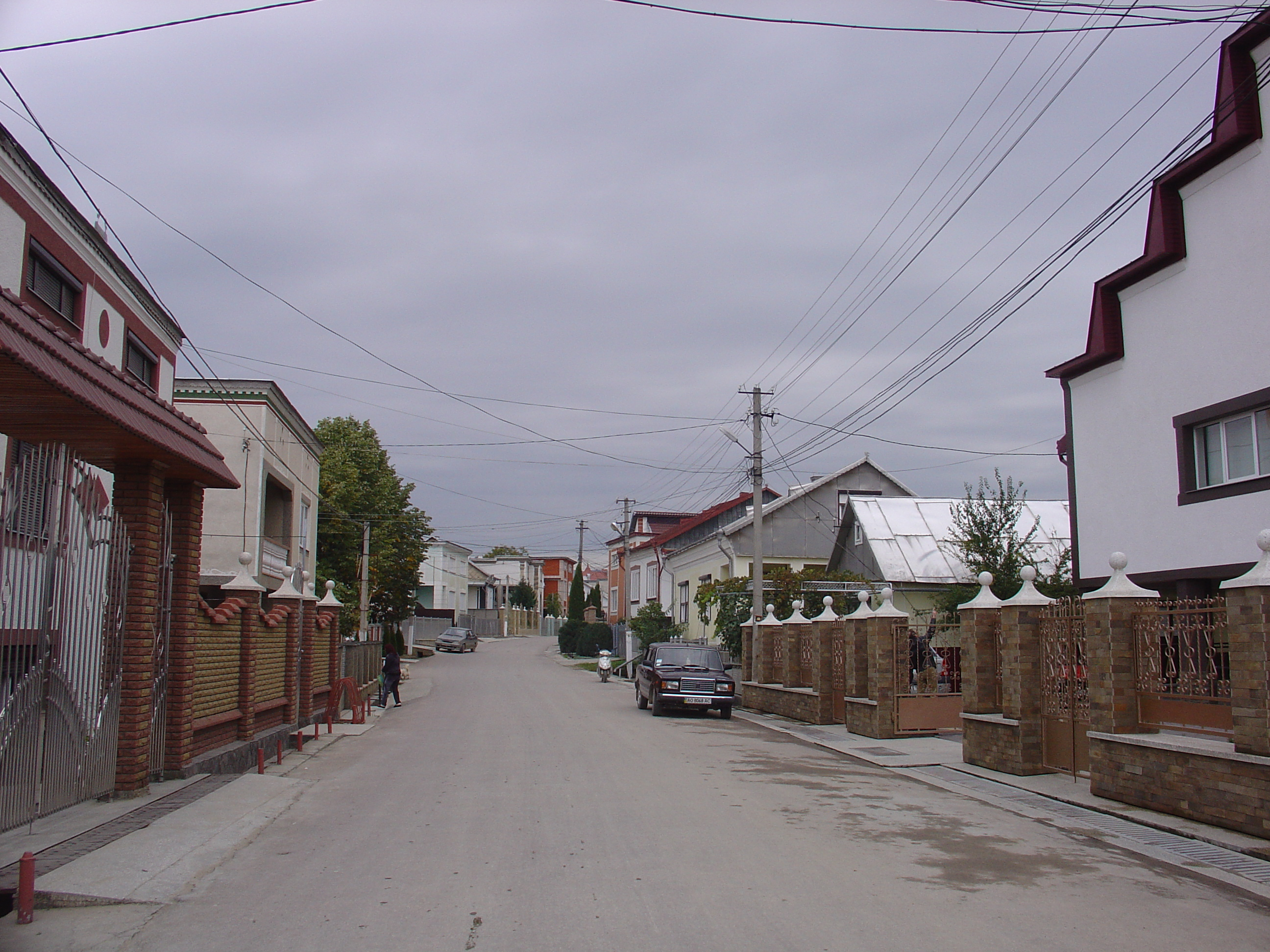

47°58′46″N 23°54′1″E / 47.97944°N 23.90028°E
上沃季亞涅（烏克蘭語：Середнє Водяне），是烏克蘭的村落，位於該國西部外喀爾巴阡州，由拉希夫區負責管轄，處於阿普什齊亞河畔，始建於1428年，面積4.26平方公里，海拔高度265米，2001年人口5,689。